# Нонгбуа Ламфу
Нонгбуа Ламфу е една от 76-те провинции на Тайланд. Столицата ѝ е едноименния град Нонгбуа Ламфу. Населението на провинцията е 482 207 жители (2000 г. – 51-ва по население), а площта 3859 кв. км (55-а по площ). Намира се в часова зона UTC+7. Разделена е на 6 района, които са разделени на 59 общини и 636 села.